# 鼠相撲
《鼠相撲》（日语：ちゅうずもう）為日本吉卜力工作室在2010年1月期間於吉卜力美術館上映的動畫短片。

## 概要
此為吉卜力工作室動畫師山下明彥首次執導的短篇動畫，劇情以日本流傳的童話《老鼠的相撲》為範本。
此作品雖為數十分鐘的短片、但耗盡導演山下明彥3個月時間來完成分鏡。而動畫中出現的山村田野景色參考了位於日本長野縣的村莊「小平古里村」中實際的景觀。
片中的配樂則由先前負責吉卜力1994年劇院動畫《平成狸合戰》中、配樂的樂團鼓手渡野邊擔任。劇情故事的朗讀則由隨筆家阿川佐和子負責。
而在作品首映當天，特地舉辦了邀請前相撲手荒汐昌央帶領「立荒汐部屋」旗下的選手、來與小朋友們一同比賽相撲的活動。

## 劇情
在很久很久以前山上住著一對老公公與老婆婆。有一天老公公半夜外出廁所時，看到有一群老鼠聚在一起比相撲，也發現到住在家裡的老鼠們一直輸掉比賽。
之後老公公與老婆婆準備了秋刀魚丸子及烤豆腐、準備替家中的老鼠們好好打氣…。

## 配音人員
- 劇情朗讀：阿川佐和子
- 其它：水田、進藤尚美、梅田貴公美、日比愛子、中川里江、矢澤喜代美、庄子裕衣、足立友、山口享佑子、中村知子、內山典子、栗原由紀子、澤井

## 製作群
- 原作：日本童話《老鼠的相撲》
- 導演‧分鏡：山下明彥
- 企劃‧腳本：宮崎駿
- 製作人：鈴木敏夫
- 美術導演：田中直哉
- 作畫導演助理：近藤勝也、中村勝利
- 色彩指定：田村雪繪
- 動畫檢查：鈴木麻理子
- 音樂：渡野邊
- 音響導演：百瀨慶一

## 外部連結
- 吉卜力美術館的《鼠相撲》介紹 （页面存档备份，存于） （日語）